# Агуада-де-Байшу
Агуа́да-де-Ба́йшу, або Ни́жня Агуа́да (порт. Aguada de Baixo; МФА: [ɐ.ˈgwa.dɐ dɨ ˈbaj.ʃu]) — колишня парафія в Португалії, в муніципалітеті Агеда. Перебувала у складі округу Авейру.  Входила до регіону Центр. За старим адміністративним поділом, що був чинним до 1976 року, територія парафії належала провінції Берегова Бейра.  Ліквідована 28 січня 2013 року. Увійшла до складу парафії Барро і Агуада-де-Байшу. Площа парафії — 3,88 км², населення — 1373 ос. (2011), густота населення — 353,87 осіб/км²
. Патрон — святий Мартин. Поштовий індекс — 3750. Код  — 010102.

## Географія

Агеда (2013)
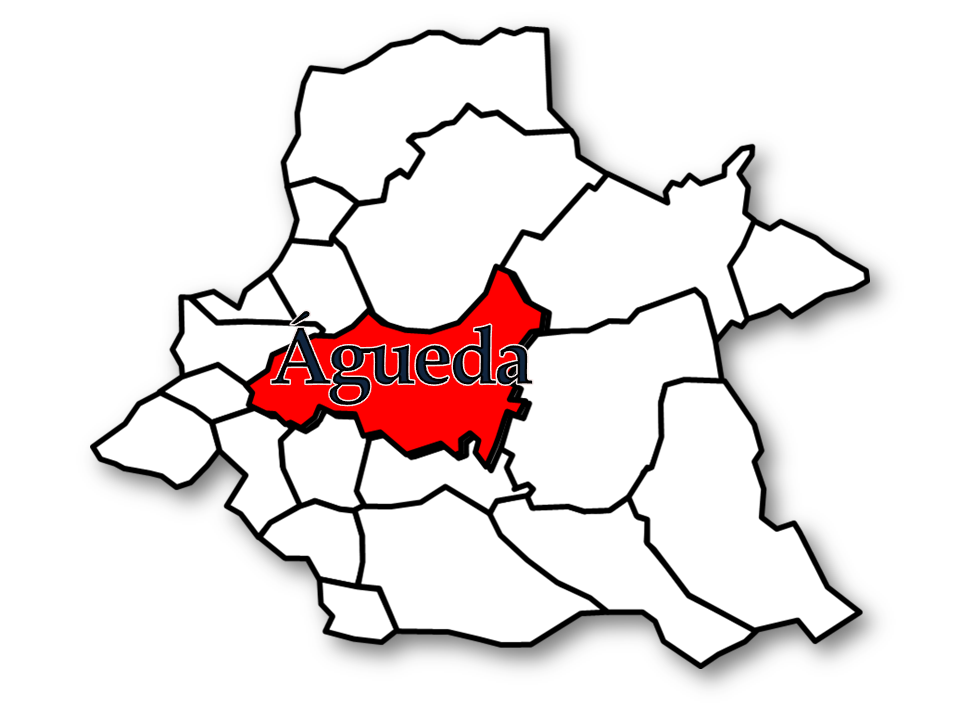
Агеда
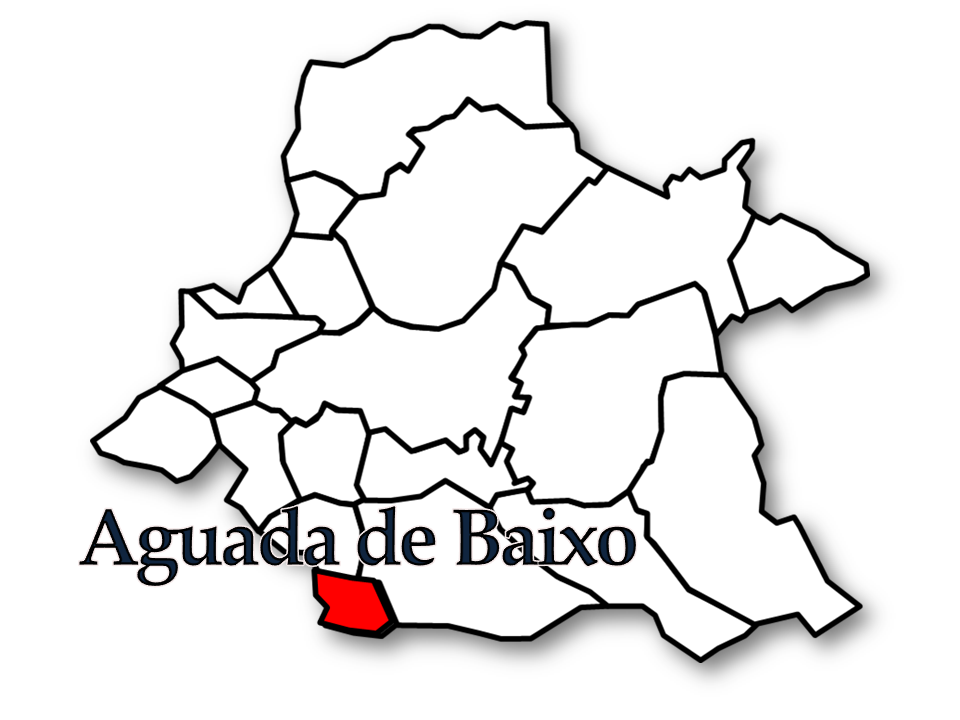
Агуада-де-Байшу

## Населення
| Кількість мешканців | Кількість мешканців | Кількість мешканців | Кількість мешканців | Кількість мешканців | Кількість мешканців | Кількість мешканців | Кількість мешканців | Кількість мешканців | Кількість мешканців | Кількість мешканців | Кількість мешканців | Кількість мешканців | Кількість мешканців | Кількість мешканців |
| ------------------- | ------------------- | ------------------- | ------------------- | ------------------- | ------------------- | ------------------- | ------------------- | ------------------- | ------------------- | ------------------- | ------------------- | ------------------- | ------------------- | ------------------- |
| 1864                | 1878                | 1890                | 1900                | 1911                | 1920                | 1930                | 1940                | 1950                | 1960                | 1970                | 1981                | 1991                | 2001                | 2011                |
| 542                 | 604                 | 583                 | 631                 | 679                 | 714                 | 768                 | 865                 | 1.018               | 1.248               | 1.335               | 1.850               | 1.543               | 1.699               | 1.373               |